# Ulbster
Ulbster is een dorp aan de oostkust van de Schotse lieutenancy Caithness in het raadsgebied Highland ten zuiden van Wick.
Ongeveer 4 kilometer ten zuidwesten van Ulbster ligt Cairn o'Get, een neolithische graftombe.